# Joe Stevenson
Joseph Christopher Stevenson, né le 15 juin 1982 à Torrance en Californie, est un pratiquant professionnel de combat libre, ceinture noire de jiu-jitsu brésilien et ceinture noire de judo. Il est actuellement en concurrence dans la division poids plumes de l'Ultimate Fighting Championship. Il est aussi le vainqueur poids welters de la saison 2 de la série The Ultimate Fighter.

## Palmarès en MMA
| 46 combats     | 31 victoires | 15 défaites |
| Par KO         | 6            | 2           |
| Par soumission | 15           | 5           |
| Sur décision   | 10           | 8           |

| Résultat | Record | Adversaire            | Méthode                       | Évènement                                    | Date              | Round | Temps | Lieu                                 | Notes                                              |
| -------- | ------ | --------------------- | ----------------------------- | -------------------------------------------- | ----------------- | ----- | ----- | ------------------------------------ | -------------------------------------------------- |
| Défaite  | 31-15  | Dakota Cochrane       | Soumission (Rear Naked Choke) | RFA 3: Stevenson vs. Cochrane                | 30 juin 2012      | 2     | 1:04  | Kearney, Nebraska, États-Unis        |                                                    |
| Défaite  | 31-14  | Javier Vasquez        | Décision Unanime              | UFC Live: Kongo vs. Barry                    | 26 juin 2011      | 3     | 5:00  | Pittsburgh, Pennsylvanie, États-Unis |                                                    |
| Défaite  | 31-13  | Danny Castillo        | Décision Unanime              | UFC Live: Sanchez vs. Kampmann               | 3 mars 2011       | 3     | 5:00  | Louisville, Kentucky, États-Unis     |                                                    |
| Défaite  | 31-12  | Mac Danzig            | KO (Punch)                    | UFC 124: St-Pierre vs. Koscheck 2            | 11 décembre 2010  | 1     | 1:54  | Montréal, Québec, Canada             |                                                    |
| Défaite  | 31–11  | George Sotiropoulos   | Décision Unanime              | UFC 110: Nogueira vs. Velasquez              | 21 février 2010   | 3     | 5:00  | Sydney, Australie                    | Fight of the Night                                 |
| Victoire | 31–10  | Spencer Fisher        | Soumission (Elbows)           | UFC 104: Machida vs. Shogun                  | 24 octobre 2009   | 2     | 4:03  | Los Angeles, Californie              |                                                    |
| Victoire | 30–10  | Nate Diaz             | Décision Unanime              | The Ultimate Fighter 9 Finale                | 20 juin 2009      | 3     | 5:00  | Las Vegas, Nevada                    | Fight of the Night                                 |
| Défaite  | 29–10  | Diego Sanchez         | Décision Unanime              | UFC 95: Sanchez vs. Stevenson                | 21 février 2009   | 3     | 5:00  | Londres, Royaume-Uni                 | Fight of the Night                                 |
| Défaite  | 29–9   | Kenny Florian         | Soumission (Rear Naked Choke) | UFC 91: Couture vs. Lesnar                   | 15 novembre 2008  | 1     | 4:03  | Nevada, États-Unis                   |                                                    |
| Victoire | 29–8   | Gleison Tibau         | Soumission (Guillotine Choke) | UFC 86: Jackson vs. Griffin                  | 5 juillet 2008    | 2     | 2:57  | Nevada, États-Unis                   |                                                    |
| Défaite  | 28–8   | BJ Penn               | Soumission (Rear Naked Choke) | UFC 80: Rapid Fire                           | 19 janvier 2008   | 2     | 4:02  | Newcastle upon Tyne, Royaume-Uni     | For UFC Lightweight Championship                   |
| Victoire | 28–7   | Kurt Pellegrino       | Décision Unanime              | UFC 74: Respect                              | 25 août 2007      | 3     | 5:00  | Nevada, États-Unis                   |                                                    |
| Victoire | 27–7   | Melvin Guillard       | Soumission (Guillotine Choke) | UFC Fight Night 9                            | 5 avril 2007      | 1     | 0:27  | Nevada, États-Unis                   |                                                    |
| Victoire | 26–7   | Dokonjonosuke Mishima | Soumission (Guillotine Choke) | UFC 65: Bad Intentions                       | 18 novembre 2006  | 1     | 2:07  | Californie, États-Unis               |                                                    |
| Victoire | 25–7   | Yves Edwards          | TKO (Doctor Stoppage)         | UFC 61: Bitter Rivals                        | 8 juillet 2006    | 2     | 5:00  | Nevada, États-Unis                   | Lightweight Debut                                  |
| Défaite  | 24–7   | Josh Neer             | Décision Unanime              | UFC Ultimate Fight Night 4                   | 6 avril 2006      | 3     | 5:00  | Nevada, États-Unis                   |                                                    |
| Victoire | 24–6   | Luke Cummo            | Décision Unanime              | The Ultimate Fighter 2 Finale                | 5 novembre 2005   | 3     | 5:00  | Nevada, États-Unis                   | Won The Ultimate Fighter 2 Welterweight Tournament |
| Victoire | 23–6   | Joe Camacho           | Soumission (Rear Naked Choke) | KOTC 33 – After Shock                        | 20 février 2004   | 2     | 4:36  | Californie, États-Unis               |                                                    |
| Victoire | 22–6   | Cory Cass             | Soumission                    | GC 21 – Gladiator Challenge 21               | 7 décembre 2003   | 1     | 1:10  | Eagle Mountain Casino                |                                                    |
| Victoire | 21–6   | Thomas Schulte        | KO (Knee)                     | KOTC 30 – The Pinnacle                       | 2 novembre 2003   | 1     | 3:29  | Californie, États-Unis               |                                                    |
| Victoire | 20–6   | Demitrius Jefford     | KO                            | GC 19 – Gladiator Challenge 19               | 28 septembre 2003 | 1     | 1:09  | Californie, États-Unis               |                                                    |
| Victoire | 19–6   | Kiko Cassela          | TKO (Corner Stoppage)         | KOTC 27 – Aftermath                          | 10 août 2003      | 1     | 4:21  | Californie, États-Unis               |                                                    |
| Victoire | 18–6   | Thomas Denny          | Soumission (Guillotine Choke) | KOTC 23 – Sin City                           | 16 mai 2003       | 1     | 0:15  | Nevada, États-Unis                   |                                                    |
| Victoire | 17–6   | Chuck Kim             | Soumission (Armbar)           | GC 15 – Gladiator Challenge 15               | 13 avril 2003     | 1     | 1:03  | Californie, États-Unis               |                                                    |
| Victoire | 16–6   | Casey Balkenbush      | TKO (Elbows)                  | GC 14 – Gladiator Challenge 14               | 16 février 2003   | 1     | 2:27  | Californie, États-Unis               |                                                    |
| Défaite  | 15–6   | Romie Aram            | Décision Unanime              | KOTC 17 – San Jacinto                        | 19 octobre 2002   | 3     | 5:00  | Californie, États-Unis               |                                                    |
| Victoire | 15–5   | Jeremy Jackson        | Soumission (Strikes)          | KOTC 15 – Bad Intentions                     | 22 juin 2002      | 1     | 1:27  | Californie, États-Unis               |                                                    |
| Victoire | 14–5   | Cruz Chacon           | Soumission (Kneebar)          | ROF 4 – Warriors                             | 15 mars 2002      | 1     |       | Colorado, États-Unis                 |                                                    |
| Victoire | 13–5   | Jerry Gummo           | Soumission (Rear Naked Choke) | KOTC 12 – Cold Blood                         | 9 février 2002    | 1     | 1:05  | Californie, États-Unis               |                                                    |
| Victoire | 12–5   | Brad Gumm             | Décision                      | UP 1 – Ultimate Pankration 1                 | 11 novembre 2001  | 3     | 4:00  | Californie, États-Unis               |                                                    |
| Victoire | 11–5   | Gary Aldar            | TKO                           | GC 6 – Caged Beasts                          | 9 septembre 2001  | 1     | 2:37  | Californie, États-Unis               |                                                    |
| Défaite  | 10–5   | Brad Gumm             | Décision                      | GC 5 – Rumble in the Rockies                 | 19 août 2001      | 3     | 5:00  | Colorado, États-Unis                 |                                                    |
| Victoire | 10–4   | Ryan Painter          | Décision Partagée             | KOTC 10 – Critical Mass                      | 4 août 2001       | 2     | 5:00  | Californie, États-Unis               |                                                    |
| Victoire | 9–4    | Edwin Dewees          | Décision Unanime              | GC 4 – Collision at Colusa                   | 17 juin 2001      | 3     | 5:00  | Californie, États-Unis               |                                                    |
| Défaite  | 8–4    | Ronald Jhun           | Décision Unanime              | Warriors Quest 1 – The New Beginning         | 29 mai 2001       | 3     | 5:00  | Hawaï, États-Unis                    |                                                    |
| Victoire | 8–3    | Maurice Wilson        | Décision                      | GC 3 – Showdown at Soboba                    | 7 avril 2001      | 3     | 5:00  | Californie, États-Unis               |                                                    |
| Victoire | 7–3    | Kai Kamaka            | Soumission                    | GC 2 – Collision at Colusa                   | 18 février 2001   | 1     | 2:16  | Californie, États-Unis               |                                                    |
| Victoire | 6–3    | Eric Meaders          | Décision                      | KOTC 6 – Road Warriors                       | 29 novembre 2000  | 3     | 5:00  | Michigan, États-Unis                 |                                                    |
| Victoire | 5–3    | Mike Berardi          | Décision                      | RITC 20 – Rage in the Cage 20                | 30 août 2000      | 3     | 3:00  | Arizona, États-Unis                  |                                                    |
| Victoire | 4–3    | David Roberts         | Soumission                    | HBUP – Huntington Beach Underground Pancrase | 13 mai 2000       | 1     |       | Californie, États-Unis               |                                                    |
| Victoire | 3–3    | Toby Imada            | Décision                      | KOTC 3 – Knockout Nightmare                  | 15 avril 2000     | 2     | 5:00  | Californie, États-Unis               |                                                    |
| Défaite  | 2–3    | Maurice Wilson        | Soumission (Guillotine Choke) | EFC – Extreme Fighter Challenge              | 2 février 2000    | 2     |       |                                      |                                                    |
| Défaite  | 2–2    | Chris Brennan         | Soumission (Triangle Choke)   | KOTC 1 – Bas Rutten's King of the Cage       | 30 octobre 1999   | 1     | 2:04  | Californie, États-Unis               |                                                    |
| Défaite  | 2–1    | Jens Pulver           | KO (Punch)                    | BRI 3 – Bas Rutten Invitational 3            | 1er juin 1999     | 1     | 0:38  | Colorado, États-Unis                 |                                                    |
| Victoire | 2–0    | Steve Horton          | Soumission (Rear Naked Choke) | BRI 3 – Bas Rutten Invitational 3            | 1er juin 1999     | 1     | 2:21  | Colorado, États-Unis                 |                                                    |
| Victoire | 1–0    | Joe Camacho           | Soumission                    | ESF – Empire One                             | 15 mai 1999       | N/A   |       | Californie, États-Unis               |                                                    |